# Paralomis cubensis
Paralomis cubensis is een tienpotigensoort uit de familie van de Lithodidae. De wetenschappelijke naam van de soort is voor het eerst geldig gepubliceerd in 1939 door Chace.